# Most Patona
Most Patona či Patonův most (ukrajinsky Міст імені Патона) je silniční most, který se nachází na řece Dněpr v centru Kyjeva. Na projektu se podílel i Evžen Oskarovič Paton, po kterém je most pojmenován.
Na mostě vede šestiproudová silnice, která spojuje bulvár Družby Narodiv s prospektem Sobornosti. Šířka mostu je 24 metrů a délka 1 543 metrů.

## Historie
Stavba byla zahájena v roce 1939, ale kvůli vpádu německých vojsk byla pozastavena. Ve výstavbě se pokračovalo v roce 1942, kdy byl otevřen provizorní most, který byl v roce 1943 zničen. Po válce byl most otevřen 5. listopadu 1953. V roce 2004 byla zahájena rekonstrukce mostu, v roce 2011 byl z mostu odstraněn tramvajový pás, který zajišťoval důležité spojení mezi pravým a levým břehem Kyjeva.

## Galerie

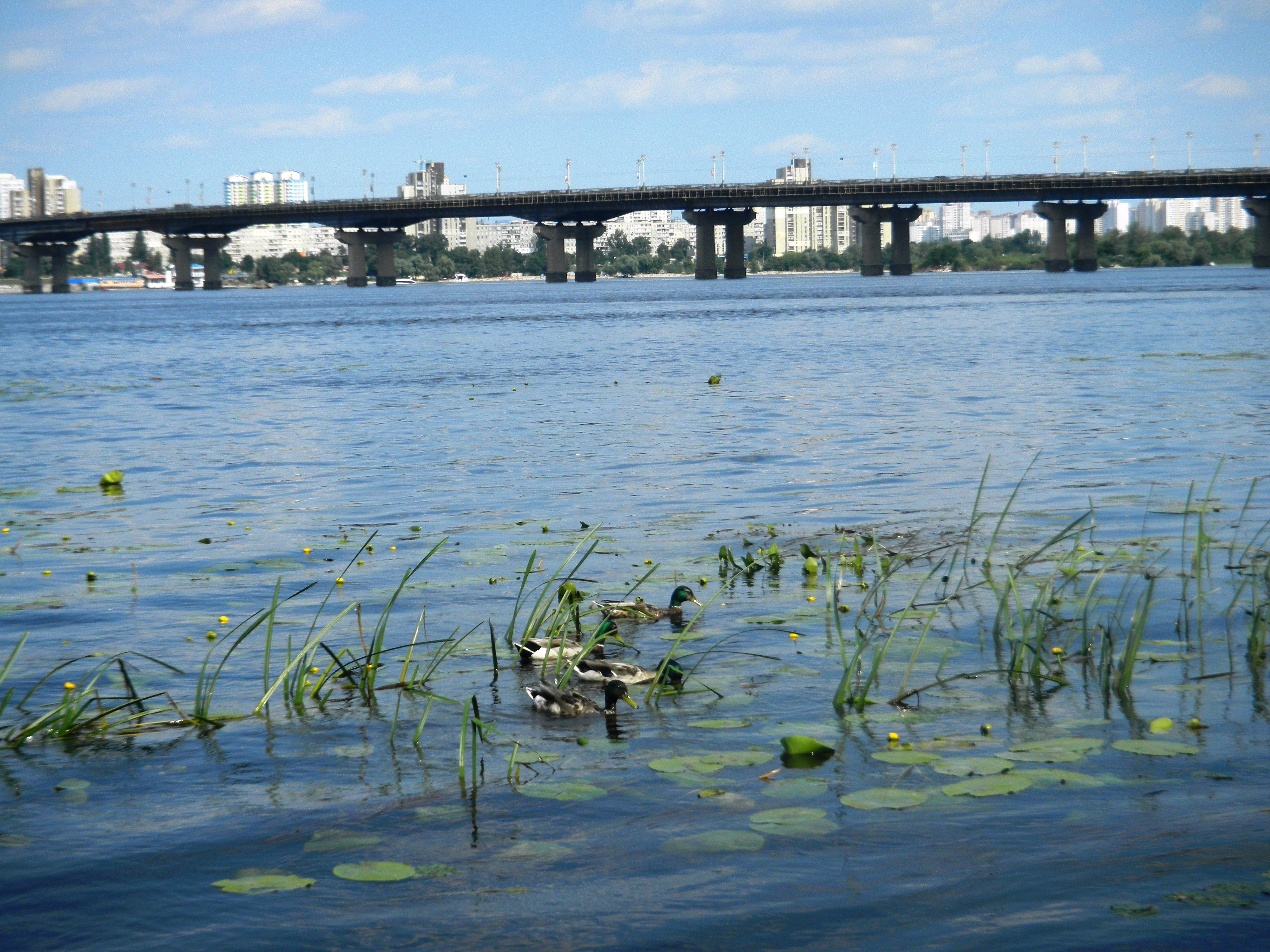
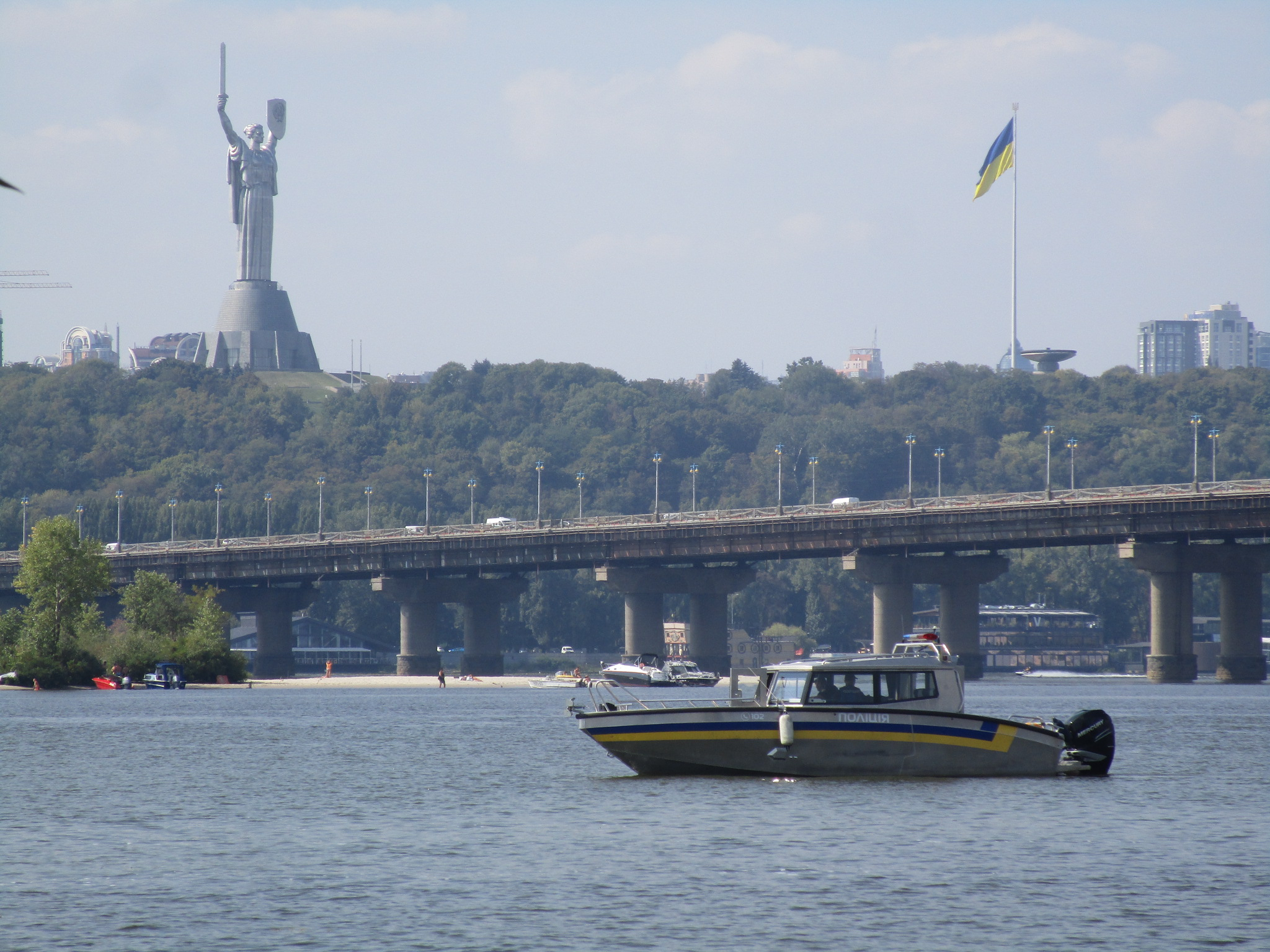
Pohled na most s sochou Matka vlast v pozadí
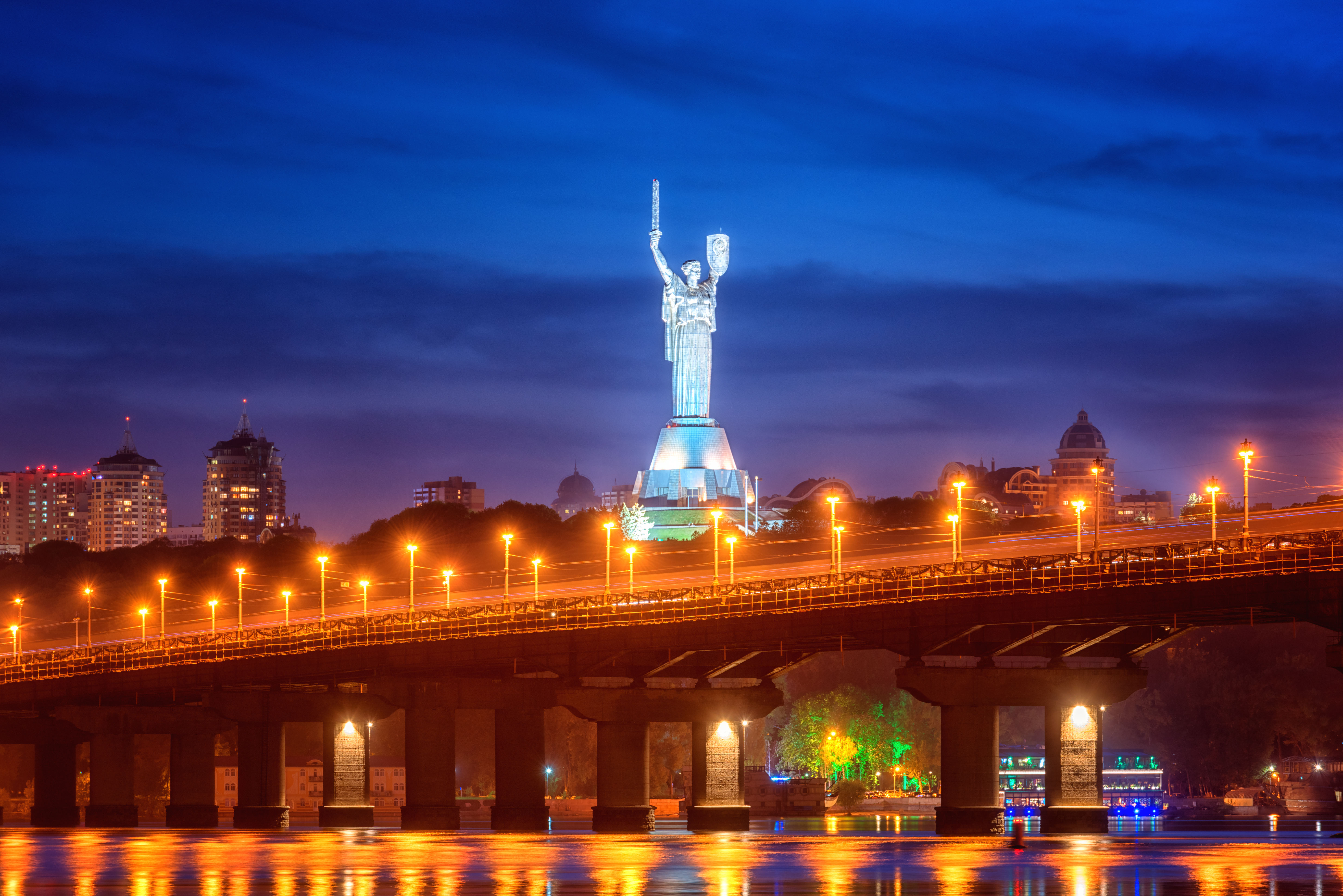
Pohled na most s sochou Matka vlast v pozadí v noci
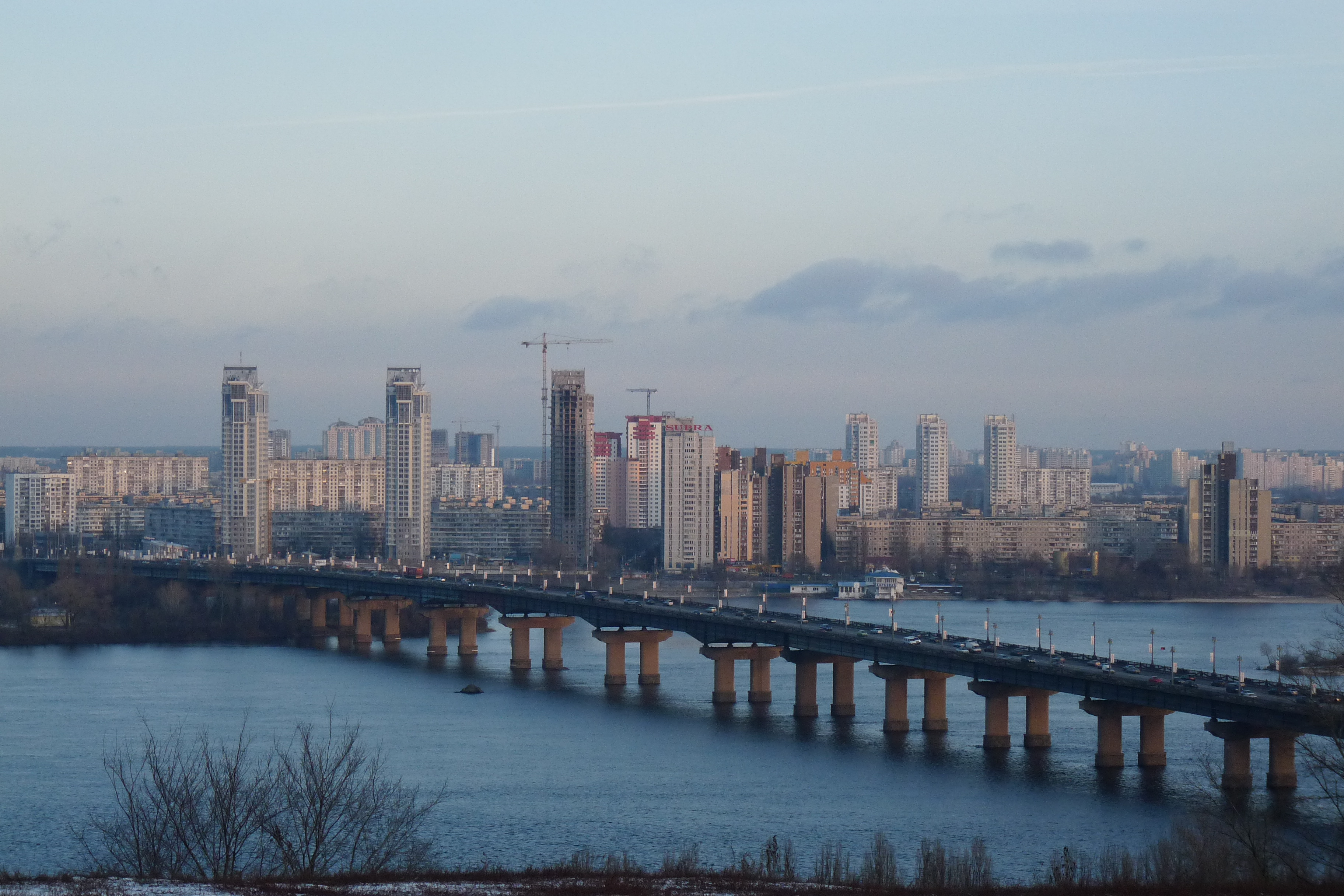
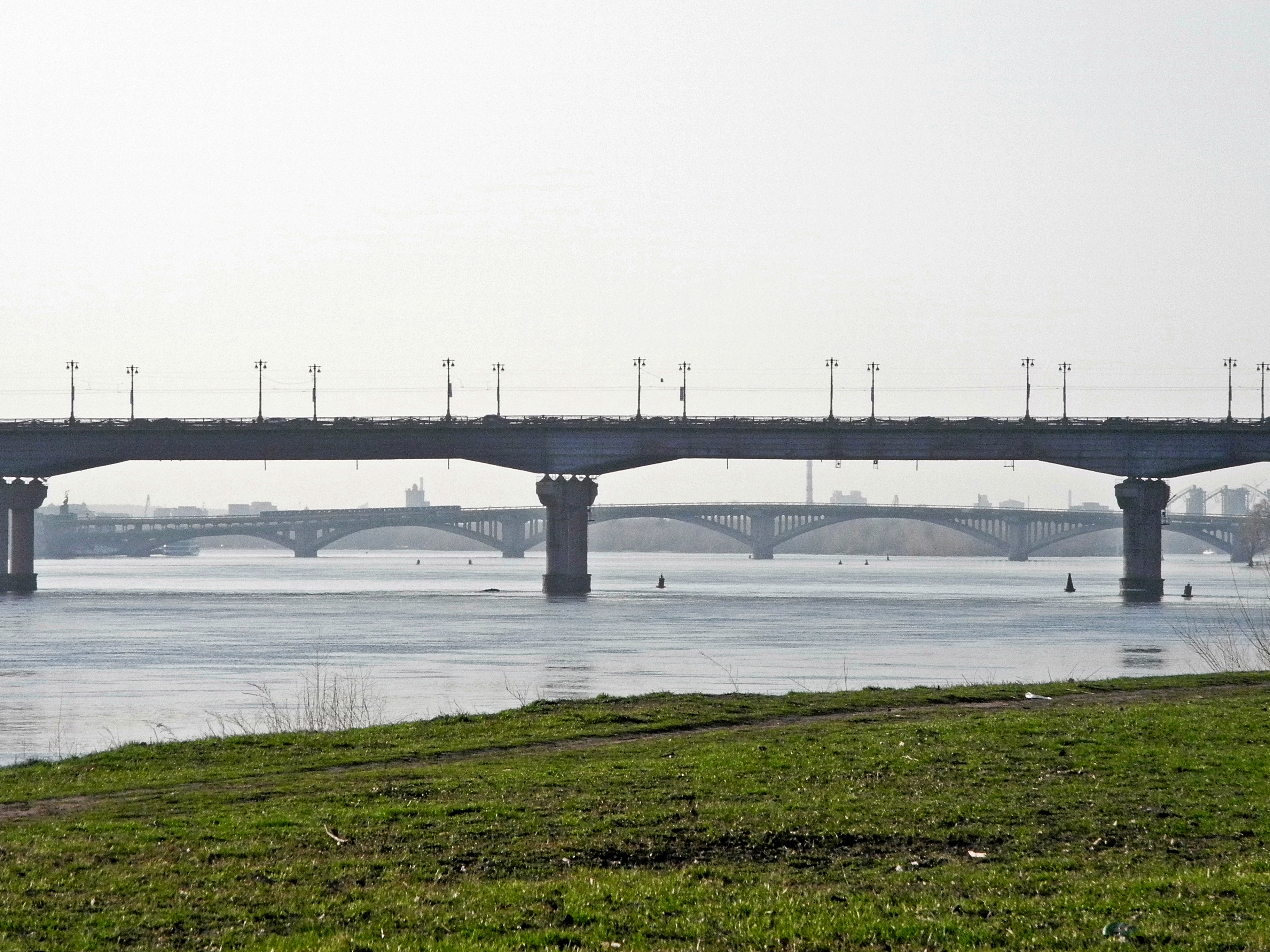
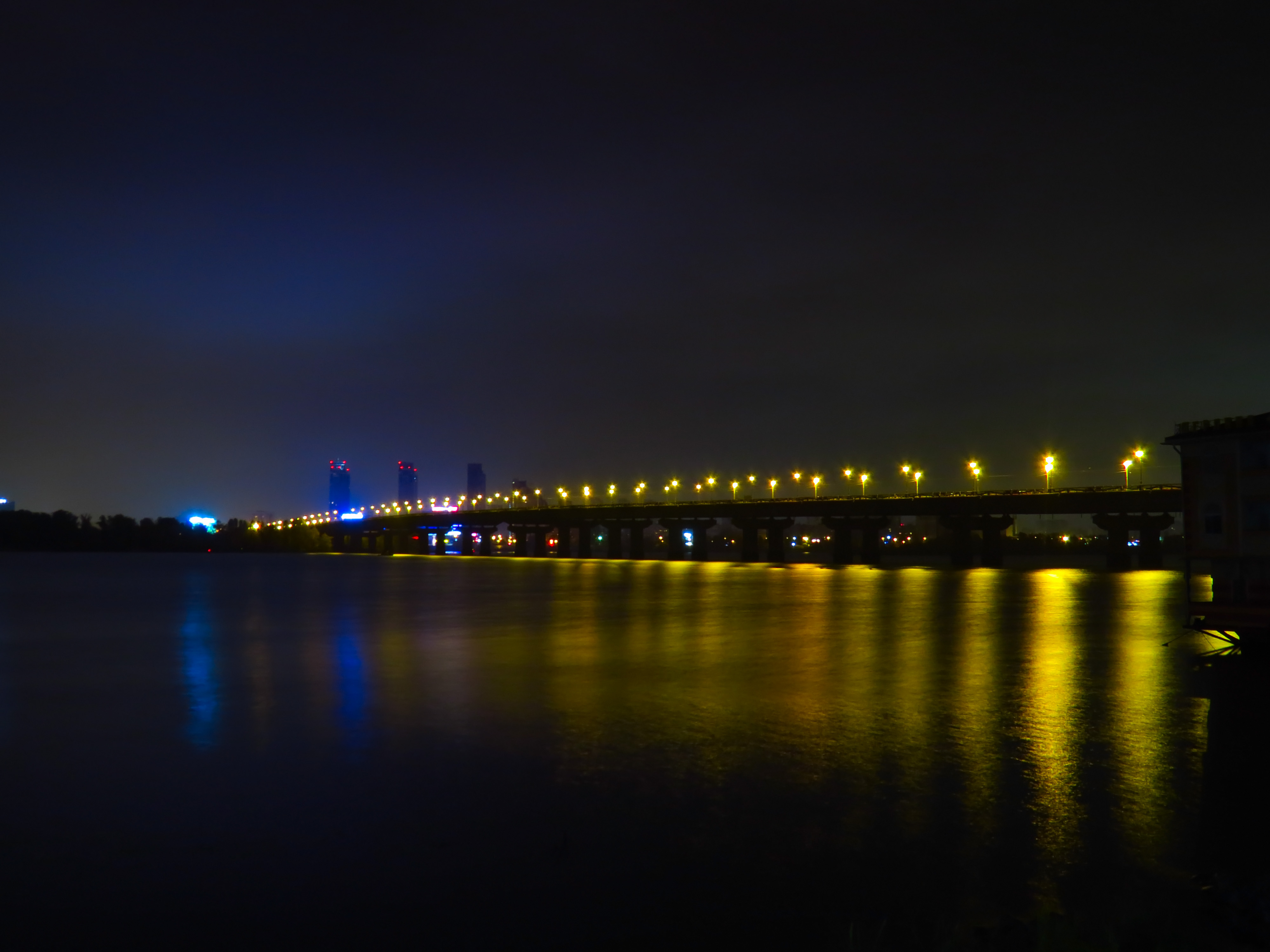
Pohled na most v noci